# Oudenbosch
Oudenbosch (Brabants: Ouwebos) is een plaats in het westen van de Nederlandse provincie Noord-Brabant. Het ligt niet ver van Etten-Leur en Roosendaal. Oudenbosch is vooral bekend vanwege de grote, tussen 1865 en 1892 gebouwde, Basiliek van de H.H. Agatha en Barbara. Het ontwerp is geïnspireerd door twee kerken in Rome. De koepel van de basiliek is een (verkleinde) kopie van de koepel van de Sint-Pietersbasiliek, de voorgevel is een kopie van de voorgevel van de Sint-Jan van Lateranen. Indien in Rome een nieuwe paus wordt gekozen, is dit ook bij deze kerk te zien. Uit de schoorsteen van de kerk komt dan witte rook en ook de klokken worden dan geluid. Daarnaast wordt de Vaticaanse vlag gehesen. Bij het overlijden van een paus hangt bij de kerk gedurende de novemdiales de Vaticaanse vlag halfstok en kan er een condolanceregister in de kerk worden getekend.
Oudenbosch is een voormalige "vlek" en voormalige gemeente; de gemeente ging in 1997 op in de gemeente Halderberge. In Oudenbosch staat het gemeentehuis van Halderberge.

## Etymologie
Oorspronkelijk heette de plaats Oud Baerlebosch, naar de nabijgelegen kreek Barlaecke. Later werd dit Oudenbosch.

## Geschiedenis
In 1275 schonken Arnoud van Leuven en zijn echtgenote Elisabeth, heer en vrouwe van Breda, het Baerlebosch en tweehonderd bunder moeras aan de Sint-Bernardusabdij te Hemiksem. De monniken lieten het gebied ontginnen, en omstreeks 1300 werd door hen een kanaal gegraven, de huidige Oudenbossche Haven (Oost-Vaardeke en West-Vaardeke). Aan het havenhoofd werd het Oude Baerlebosch gesticht. Aan de verbinding tussen de Dintel en de Mark, de Barlaecke, werd het Nieuwe Baerlebosch gesticht, bestaande uit een aantal huisjes en bedrijfjes. Oudenbosch groeide uit tot een dorp. Het haventje werd gebruikt om de turf die uit het zuiden kwam op grotere schepen over te slaan en via het West-Vaardeke en het Oost-Vaardeke naar de Dintel en zo naar Dordrecht te vervoeren.
Oudenbosch behoorde vanaf 1287 tot de heerlijkheid Bergen op Zoom (vanaf 1533 markiezaat Bergen op Zoom), was de hoofdplaats van het oostelijk deel daarvan (Oostkwartier, een van de districten waarin het Markiezaat was verdeeld) en de zetel van een drossaard en een rentmeester. Van de heren van Bergen op Zoom ontving Oudenbosch verschillende voorrechten, o.a. het recht van een vrije weekmarkt, waardoor het dorp zich gunstig ontwikkelde.
Ook de veerdienst, die van hier op de handelsstad Dordrecht werd ingesteld, kwam Oudenbosch ten goede. Het werd een pleisterplaats en een verkeersknooppunt, vanwaar handelswegen voerden naar Antwerpen en Bergen op Zoom. Na de Sint-Elisabethsvloed in 1421 kwamen grote delen van het gebied ten noorden van Oudenbosch onder water te staan. Schepen uit Dordrecht legden in Oudenbosch aan op de plaats die nog heden ‘de Haven’ heet, waarvandaan reizigers per diligence verder naar Antwerpen reden. Eind 16e eeuw werd de veerdienst verlegd naar Zevenbergen.
In de 16de eeuw kwamen er in het grote water langzamerhand zandbanken op, waarvan de eerste, vóór Oudenbosch gelegen, aanvankelijk ‘'t Sand daer buyten’ heette, wat naderhand, toen al het water weg was en de uitdrukking dus niet meer zo voor de hand liggend, tot Standdaarbuiten werd vergemakkelijkt. Al het tussenliggende land werd nu echter niet door de Brabanders ingepolderd en bevolkt, maar door de boeren der Hollandsche eilanden.
Aan het begin van de Tachtigjarige Oorlog (1568-1648) werd Oudenbosch geplunderd door de watergeuzen. In 1604-1605 stierf de bevolking vrijwel uit als gevolg van de pest. In 1625 volgde een tweede pestepidemie. Op 3 maart 1649 moesten de katholieken hun kerk afstaan aan de protestanten; in 1684 kregen ze toestemming een schuurkerk te bouwen. Door de Franse bezetters werd de oorspronkelijke kerk op 5 juli 1799 weer aan de katholieken toegewezen, op basis van het aantal parochianen.
Rond 1825 begon de plaatselijke economie te groeien. Oudenbosch ligt op de overgang tussen zand en zeeklei; de bodem bleek gunstig voor boomkwekerijen.
De opleving op geestelijk gebied manifesteerde zich ook in de bouw van een indrukwekkende nieuwe parochiekerk met een koepel naar het voorbeeld van de Sint-Pietersbasiliek in Rome en een voorgevel zoals de Sint-Jan van Lateranen. Met de bouw werd in 1865 begonnen, zestien jaar later, in 1892, kon de kerk in gebruik genomen worden. De basiliek werd op initiatief van pastoor Willem Hellemons gebouwd, evenals het jongensinternaat Instituut Saint-Louis.
Oudenbosch diende als verzameldepot voor de katholieken die meevochten in de in 1861 opgerichte garde der Pauselijke Zoeaven, aan de kant van de Paus Pius IX en tegen de roodhemden van Giuseppe Garibaldi en de troepen van Victor Emanuel II tijdens de Risorgimento. Zij werden opgevangen in Instituut Saint-Louis en ontvingen in Oudenbosch hun eerste training, voordat ze vanuit het station Oudenbosch per trein verder reisden. Ter herinnering aan hen is bij de kerk een monument opgericht. De namen van de wijken (voorheen landerijen) Velletri en Albano verwijzen naar legerplaatsen van de Pauselijke Zoeaven nabij Rome.
In de tijd tussen beide wereldoorlogen werd Oudenbosch met de ernstige gevolgen van de algemene economische crisis geconfronteerd. Ook in andere opzichten was van groei nauwelijks sprake. Tijdens de Tweede Wereldoorlog bleef de gemeente voor grote rampen gespaard. Zonder bloedvergieten en zonder verwoestingen werd zij op 30 oktober 1944 door de Amerikaanse Timberwolf Divisie bevrijd.
Evenals in andere gemeenten eiste ook in Oudenbosch de oplossing van de woningnood grote aandacht. De eerste uitbreiding na de oorlog vond ten noorden van de oude kern in het Oudland plaats. Daarna volgden de wijken Pagnevaart en Velletri in het oosten, een tweede uitbreiding in noordelijke richting, en de wijk Het Spui in het westen. Ten zuiden van de spoorlijn is het bestemmingsplan Albano gerealiseerd. Het Streekplan West-Brabant, dat in 1970 door het provinciaal bestuur werd vastgesteld, kende aan Oudenbosch een belangrijke woonfunctie toe.

### Kerkelijk

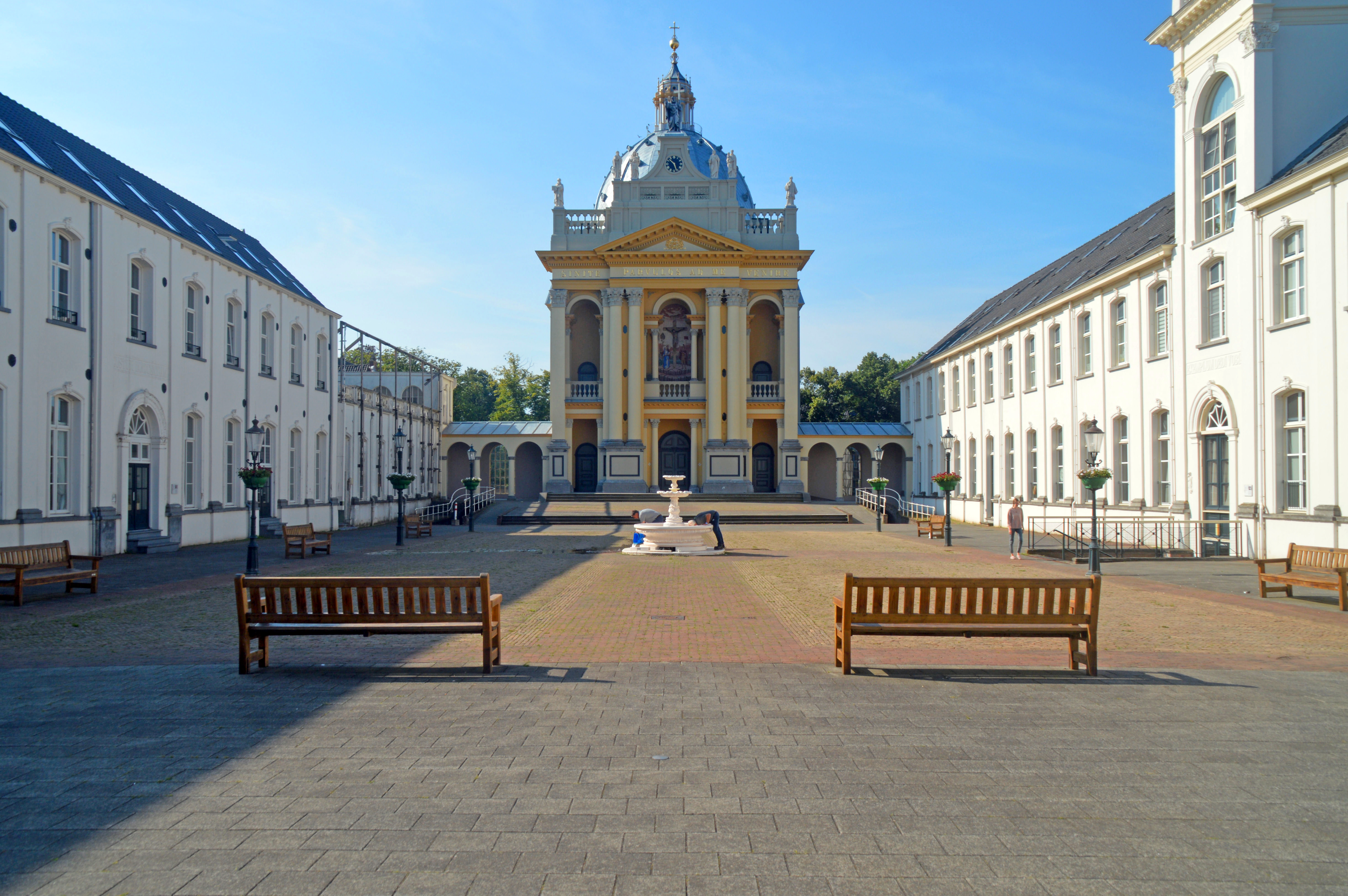
Kapel Saint Louis

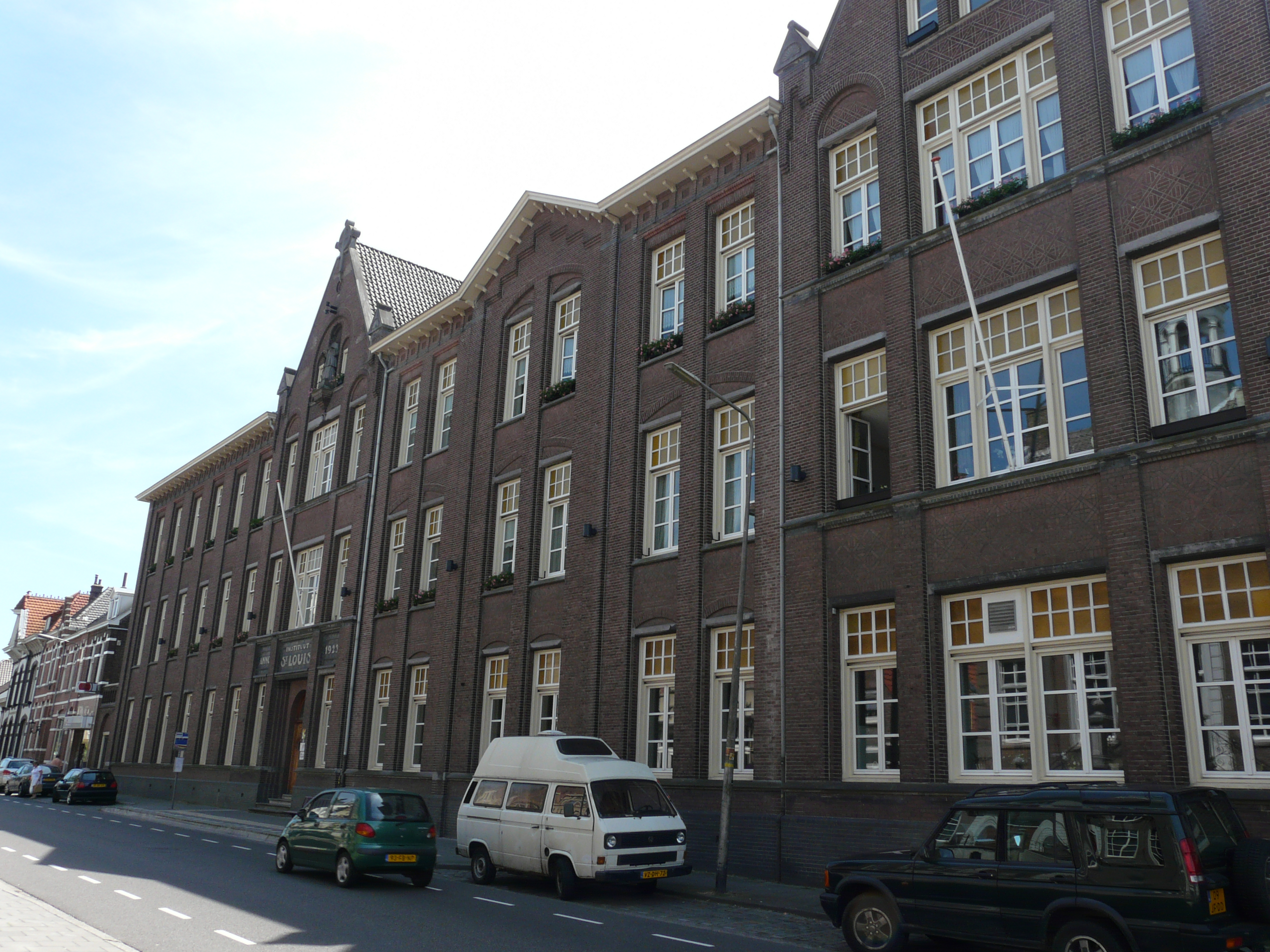
Instituut Saint-Louis

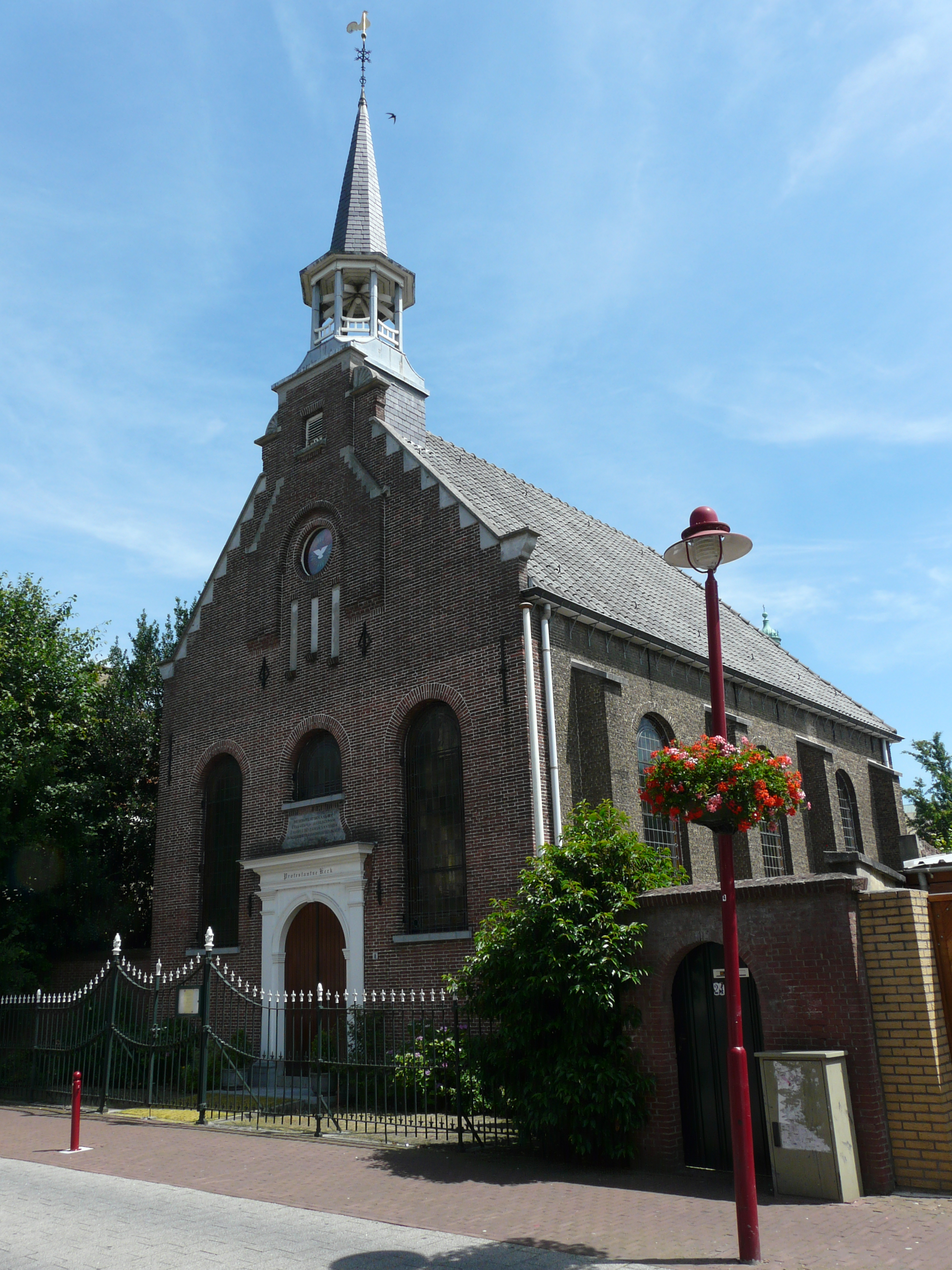
Hervormde kerk

Oudenbosch kent een groot aantal gebouwen van katholieke oorsprong. De laatgotische Sint-Agathakerk bevond zich ter plaatse van het huidige kerkhof aan de Sint-Bernaartstraat. Deze uit 1513 stammende kerk ging in 1648 in protestantse handen over en werd in 1799 aan de rooms-katholieken gegeven, die haar in 1801 in gebruik namen. De Sint-Agathakerk werd in 1882 gesloopt wegens bouwvalligheid en het gereedkomen van de nieuwe Basiliek van de H.H. Agatha en Barbara.
De Franciscanessen van Oudenbosch vestigden zich in 1832. Ze verzorgden de bewaarschool, de naaischool en de lagere school voor meisjes. Later verzorgden ze ook de wijkverpleging en deden missiewerk. In 1994 werd de congregatie opgeheven.
Van grote invloed op de geschiedenis van Oudenbosch was de congregatie der Broeders van Oudenbosch die in 1840 werd opgericht. Deze congregatie nam in 1866 het Instituut Saint-Louis in gebruik. Dit jongensinternaat en bijbehorende Kapel van Saint Louis, met de tweede koepel die boven Oudenbosch uitsteekt, bood ruimte aan honderden jongens. Buren van deze kloosterorde werden de paters Jezuïeten, die zich hier rond dezelfde tijd vestigden. Zij stichtten een seminarie, het Collegium Berchmanianum. In 1873 vestigden zich de Franciscanessen van Charitas in het pas voltooide St. Elisabethgesticht, het latere Sint-Elisabethziekenhuis, alwaar zij verantwoordelijk waren voor de zorgtaken.  
Een modernistisch kerkgebouw was de Pauluskerk, gebouwd in de wijk Pagnevaart in de jaren 1960. 
De protestanten kregen in 1819 weer een eigen kerk in de Fenkelstraat. Als pastorie doet een gebouw naast de kerk dienst, dat dateert uit 1562, en daarmee het oudste monument in Oudenbosch is.

## Geografie

### Natuur en landschap
Oudenbosch ligt op de grens van het zandgebied en het rivierkleigebied. De Sint-Elisabethsvloed bracht ook zeeklei. Langs een vaart (Oost Vaardeke) wordt in noordelijke richting de Dintel bereikt, die de noordgrens van de voormalige gemeente vormt. In het poldergebied vindt men de Sint Maartenspolder ten noorden van Oudenbosch en de Hoevense Beemden ten oosten van deze plaats. Voor het overige wordt de omgeving van Oudenbosch gekenmerkt door landbouwgebied.

### Dorpsbeeld

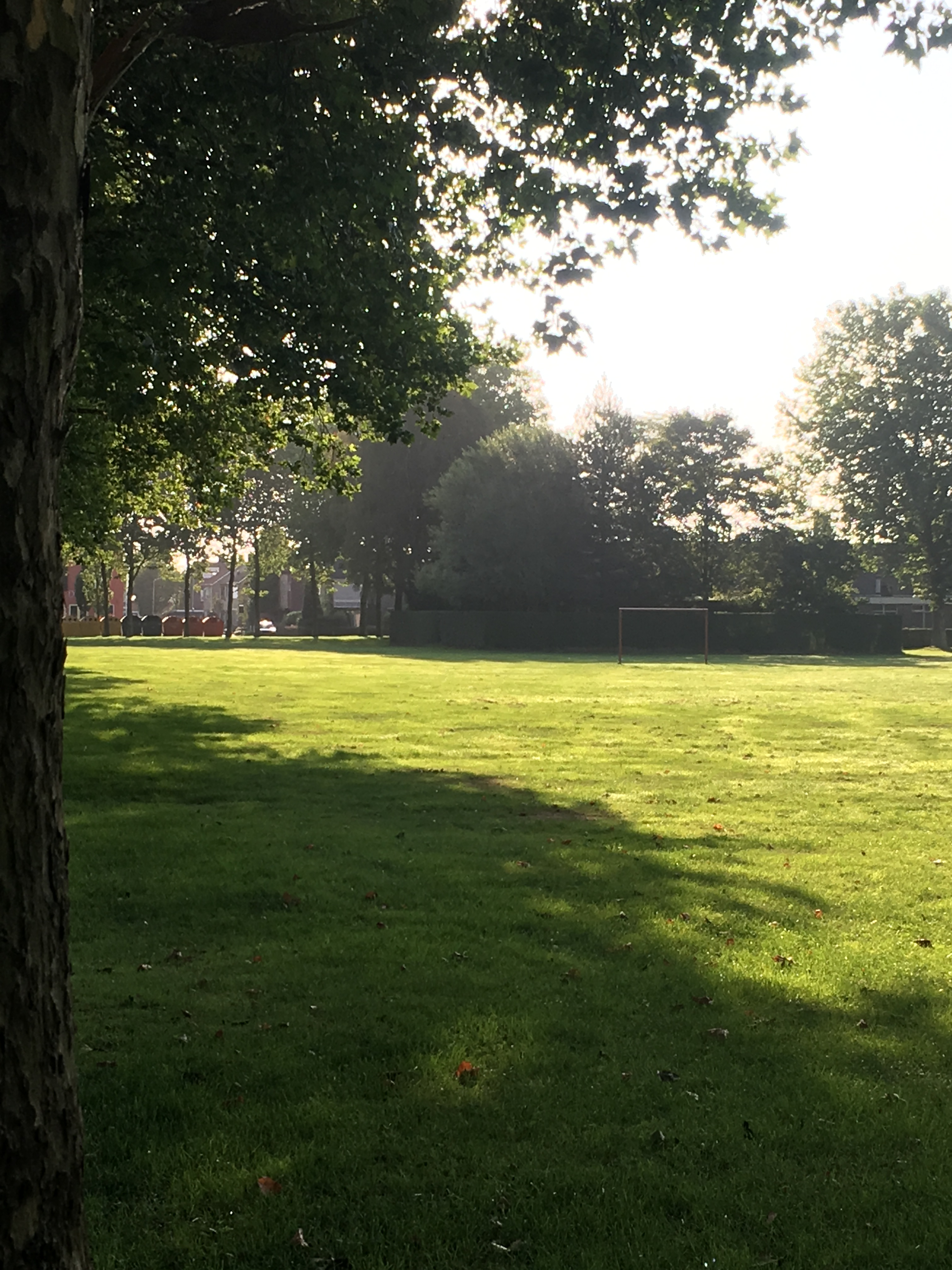
De brink in het midden van de wijk Pagnevaart, een met platanen omzoomd grasveld

Het oude centrum is gelegen ten noordwesten van de spoorlijn die het dorp doorsnijdt, gedomineerd door de basiliek. In het noorden loopt het centrum over in de haven, waarvan het zuidelijk deel grotendeels uit oude gebouwen bestaat. Het noordelijk deel bestaat uit nieuwbouw. Ten zuiden van het oude centrum ligt het arboretum. Aan de westzijde ligt de wijk Spui. De verzameling straten ten noorden van het centrum heet Kom Noord.
Ten zuidoosten van de spoorlijn liggen de wijken Velletri, Pagnevaart en Albano. Pagnevaart was de eerste wijk die aan deze zijde van het spoor verscheen. Hoewel zich ook hier enkele gebouwen uit de 19de eeuw bevinden, is het merendeel van deze wijk in de jaren 1960 gebouwd rondom een ruim, met platanen omringd grasveld, de brink. De wijken Velletri en Albano zijn van recentere datum.

### Demografie
In 1860 telde de gemeente Oudenbosch ongeveer 3000 inwoners; op 31 december 1922 werd het aantal van precies 6000 bereikt. Daarna liep het inwonertal weer achteruit. Tot 1941 schommelde het tussen 5700 en 5900.
Met de stedenbouwkundige uitbreiding ging een flinke groei van de bevolking gepaard. Sinds 1945 verdubbelde het aantal inwoners. Een mijlpaal werd bereikt op 3 december 1979, toen de 12.000e inwoner werd ingeschreven.
Op 1 januari 2023 werd het aantal van 13.040 inwoners genoteerd.

### Nabijgelegen kernen
Bosschenhoofd, Hoeven, Zegge, Oud Gastel, Standdaarbuiten, Stampersgat

## Bezienswaardigheden

### Gebouwen

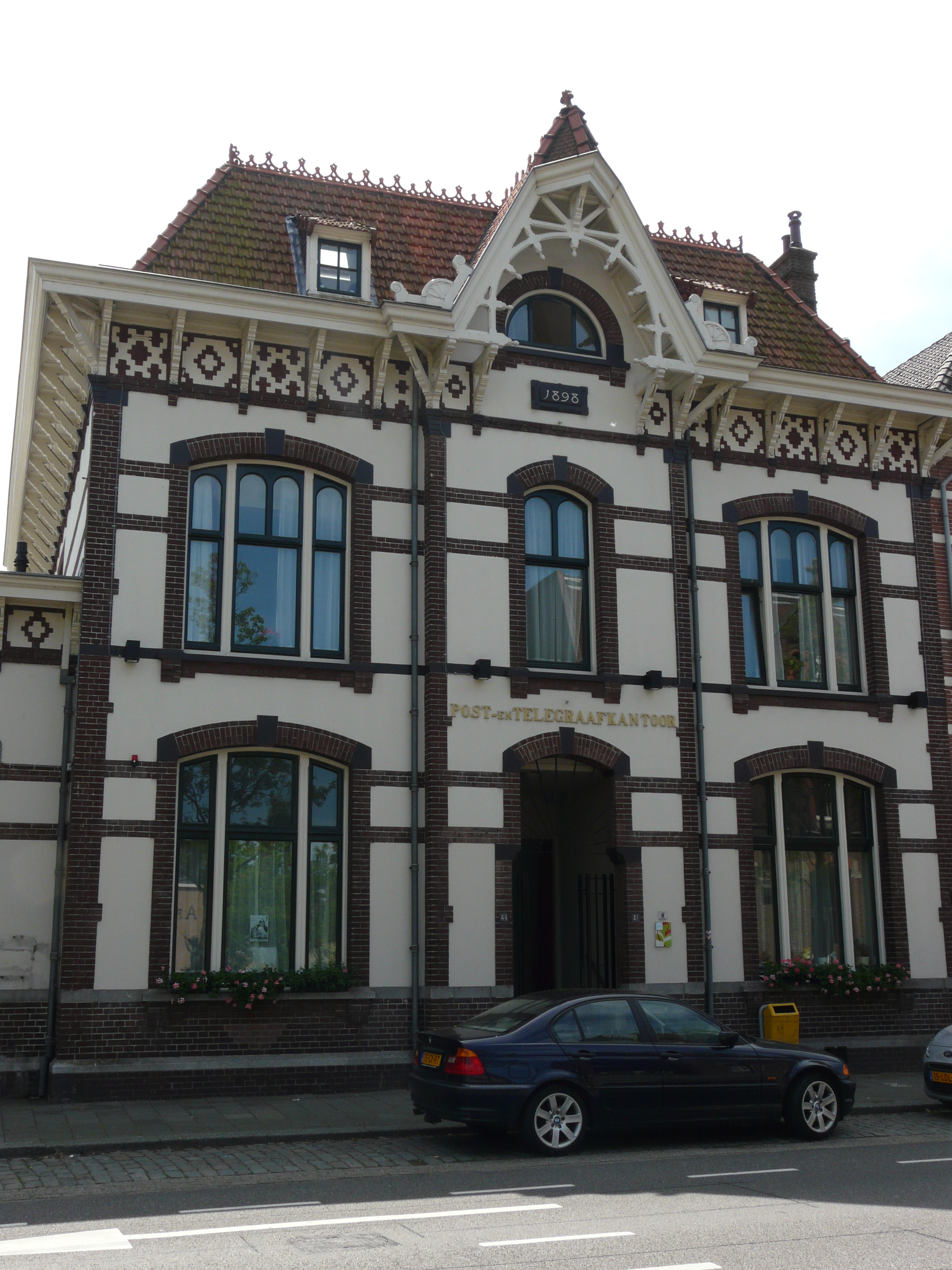
Postkantoor

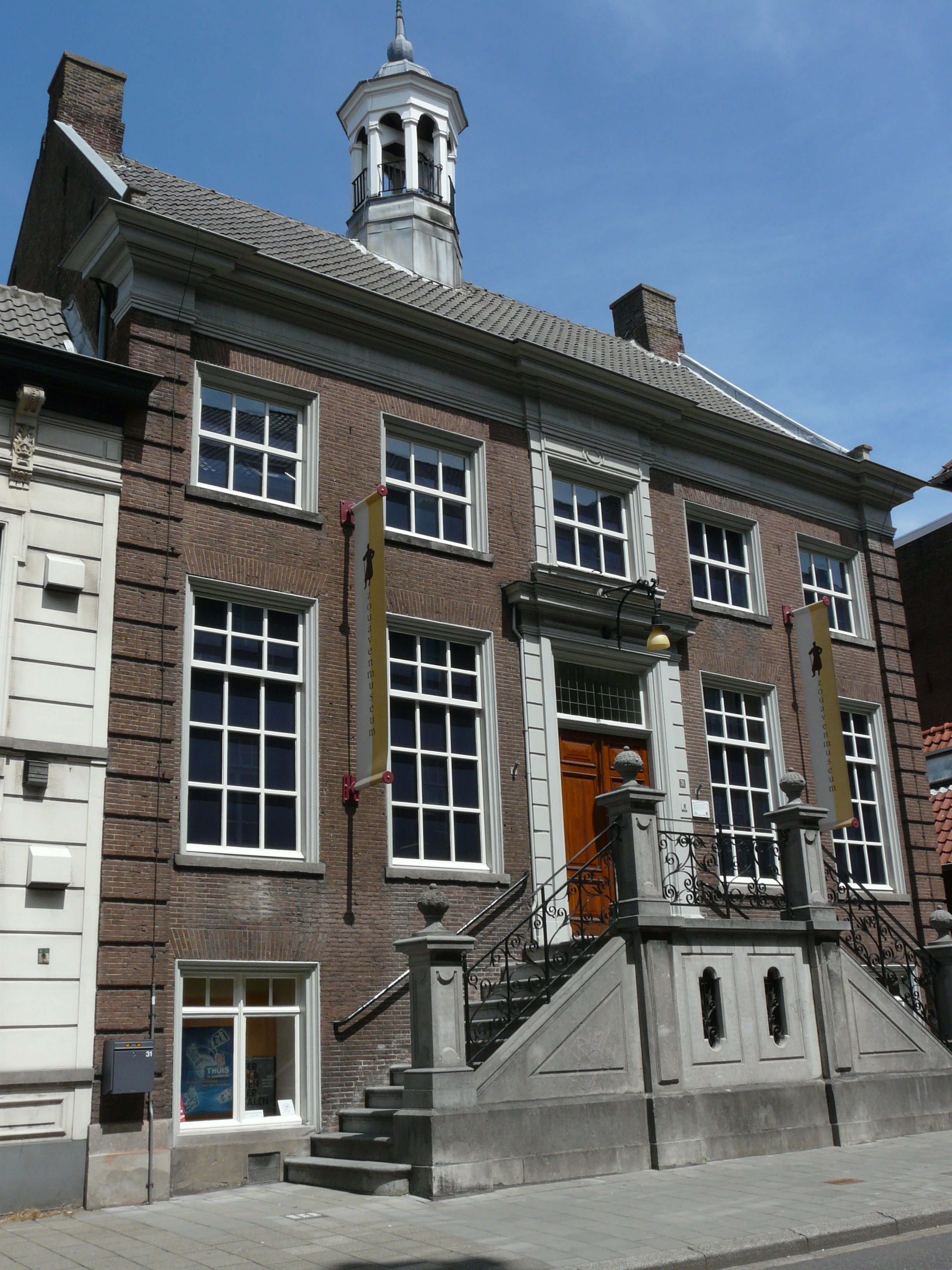
Het Nederlands Zouavenmuseum in het voormalige gemeentehuis

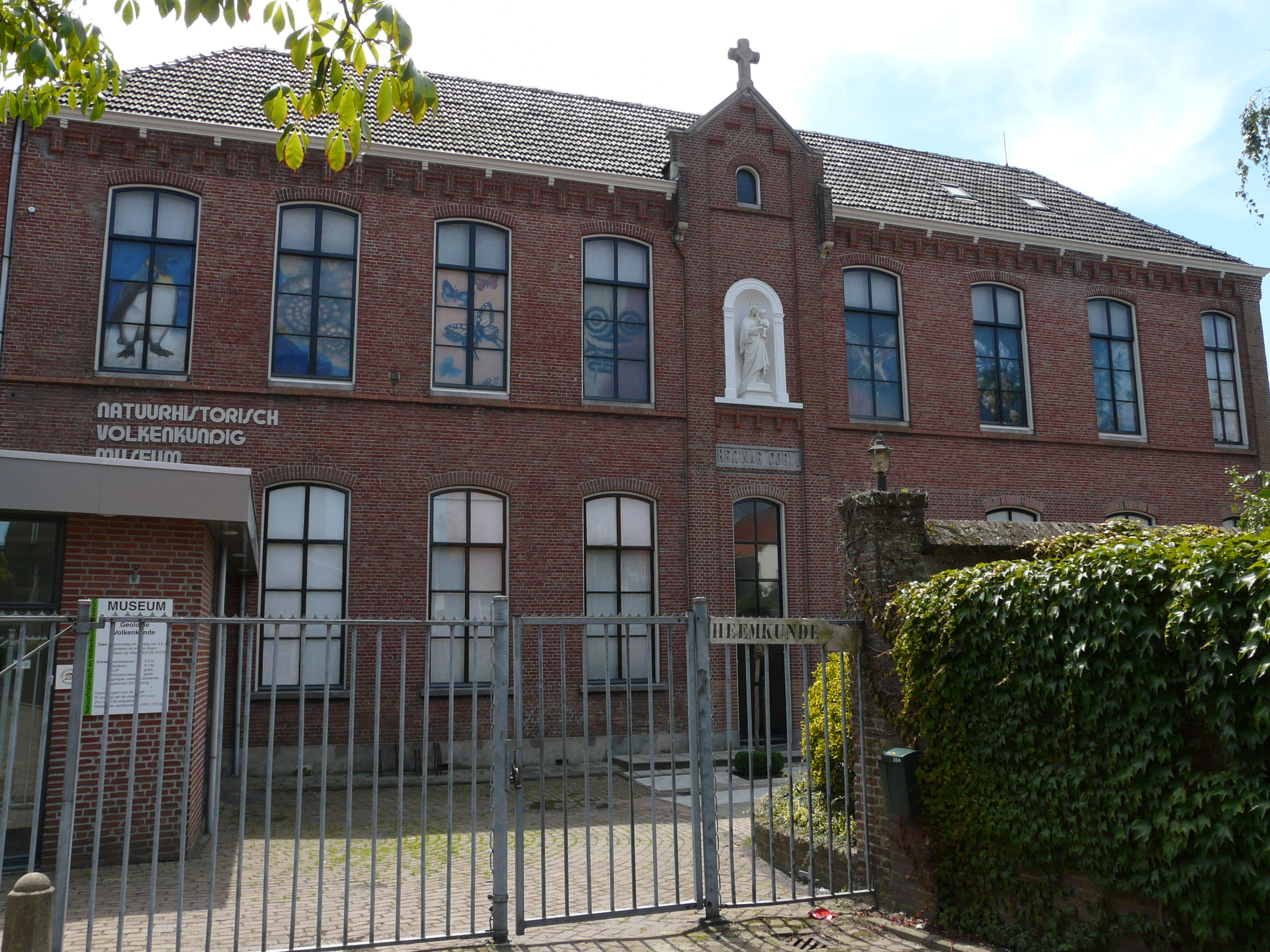
Natuurhistorisch en Volkenkundig Museum

- De Basiliek van de H.H. Agatha en Barbara 1867-1880.
- Het Zouavenmonument stamt uit 1911. Het stelt Paus Pius IX voor met aan zijn voeten een stervend lid van de Pauselijke Zoeaven. Het beeld werd vervaardigd door Leo Stracké (1851-1923).
- Het voormalig Instituut Saint-Louis aan Markt 32-34 met Kapel Saint Louis, het voormalige internaat van de Broeders van Oudenbosch, vanaf 1865.
- Het postkantoor aan Markt 42-44 stamt uit 1899 en is gebouwd in chaletstijl.
- Het voormalig Sint-Annaklooster, aan Markt 61, vanaf 1837.
- Het voormalig Collegium Berchmanianum, aan Markt 66-68, vanaf 1835.
- De hervormde kerk, aan Fenkelstraat 24, is een eenvoudige neoclassicistische zaalkerk uit 1819.
- De hervormde pastorie, aan Fenkelstraat 26, stamt uit het jaar 1562, werd gerenoveerd in 1632 en verder verbouwd in de 19e eeuw.
- De Pauluskerk aan de Jasmijnlaan 1 was een modernistische kerk in de stijl van de Bossche School. De kerk werd ontworpen door architectenbureau Mens en Pruyn en ingewijd in 1968. In 2015 is deze kerk aan de eredienst onttrokken.[4] Deze kerk is in 2023 gesloopt en daar staan nu appartementen. Enkel de kerkklok is bewaard gebleven.
- Het voormalig raadhuis, aan Markt 31, uit 1776. Architect was August Canters. De voorgevel heeft geblokte pilasters en een hardstenen bordestrap. Tot 1972 was het een gemeentehuis. Vanaf 1975 is het Nederlands Zouavenmuseum erin gevestigd.
- Het station Oudenbosch stamt uit 1854.
- Oudenbosch kent onder meer de volgende monumentale woonhuizen:
  - Kade 15, uit 1650, met op het achtererf een voormalige laat-19e-eeuwse brouwerij.
  - Kade 25, vroeg-19e-eeuws, met deuromlijsting in empirestijl.
  - Sint-Bernaertstraat 10 is een huis uit het tweede kwart van de 19de eeuw met ernaast een koetshuis.
- Sterrenwacht Tivoli (voorheen: Volkssterrenwacht Simon Stevin) in het voormalige Jezuïetenklooster aan het Jezuïetenplein 3.

### Parken
- Het Arboretum Oudenbosch, aan Markt 46, voorheen een kloostertuin, nu een arboretum en botanische tuin.

## Cultuur

### Muziek
De Oudenbossche Harmonie is een plaatselijke muziekvereniging, in 1940 ontstaan uit de fusie tussen Harmonie Eendracht (sinds 1834) en Harmonie Philocalia (sinds 1918).

### Musea
- Het Natuurhistorisch en Volkenkundig Museum, in poortgebouw Markt 30a.
- Het Nederlands Zouavenmuseum, aan Markt 31.
- Het Regionaal Archief West-Brabant was gevestigd aan de Beukenlaan 1d. Het archief is in 2016 verhuisd naar het West-Brabants Archief in Bergen op Zoom.
- De Heemkundige Kring Broeder Christofoor, gevestigd in het gebouw de Drie Koningen aan de Markt 30b (naast het Natuurhistorisch en Volkenkundig Museum).

## Economie
De economische bedrijvigheid werd na 1860 sterk bevorderd door de opbloei van de suikerindustrie in West-Brabant. In Oudenbosch werden drie suikerfabrieken opgericht, die aan velen werk verschaften. In het begin van de twintigste eeuw werden deze weer gesloten. Het betrof de NV Nederlandsche Beetwortelsuikerfabriek    (1862-1902), Amunda (1866-1916) en Marie Cateau (1872-1917). Hier werkten in totaal 690 mensen. Ook afgeleide werkgelegenheid ontstond, zoals het bedrijf van Soethoudt, dat de messen van de bietensnijmolens sleep. Er legden in de 2e helft van de 19e eeuw wel 3000 schepen per jaar in de haven aan.
De Oudenbossche bierbrouwerijen, zoals Fortuijn en Den Anker, profiteerden van het drukke reizigersverkeer, waardoor bovendien dankzij de bieraccijnzen de gemeentekas werd gevuld. In 1948 werd echter de laatste brouwerij gesloten.
Ook de levendige handel in rijshout en granen verschafte velen een bestaan.
Na de Tweede Wereldoorlog kon het grote probleem van het structurele tekort aan werkgelegenheid aangepakt worden. Dankzij de politiek van de overheid, die op regionale spreiding van de arbeidsplaatsen was gericht, kon het gemeentebestuur een actief beleid voeren.
Er werden bedrijventerreinen aangelegd en bedrijfshallen gebouwd, waardoor diverse bedrijven werden aangetrokken. In de jaren 1953-1956 kon Oudenbosch profiteren van de extra faciliteiten, die van rijkswege werden verleend om de industrialisatie te stimuleren. Tevens kwamen voorzieningen tot verbetering van het leefklimaat tot stand, zoals accommodaties in de sociaal-culturele sector.
Al ging het welvaartspeil van Oudenbosch omhoog, het bleef niet voor tegenslagen gespaard. Het begin van de twintigste eeuw bracht de ondergang van de suikerfabrieken, die het slachtoffer werden van de centralisatie in deze industrie. De boomkwekerijen leden ernstige verliezen in de Eerste Wereldoorlog, toen de export naar verschillende afzetgebieden stagneerde. Veel grond werd toen in gebruik genomen voor de tuinbouw, een bedrijfstak die zich sindsdien in de agrarische sector een belangrijke plaats heeft verworven.

## Politiek
Zie: Lijst van burgemeesters van Oudenbosch

## Verkeer en vervoer
Rond 1850 begon men met het verbeteren van de wegen. Verkeersgeografisch kwam Oudenbosch gunstig te liggen door de aanleg van een verharde weg over Bosschenhoofd naar de nieuwe rijksweg Breda - Roosendaal in 1841. In de volgende jaren werden de verbindingen met de omliggende plaatsen verbeterd door de uitbreiding van het provinciale wegennet. Ook de aansluiting op het spoorwegnet in 1854 was van belang, toen kreeg Oudenbosch een spoorwegverbinding met Roosendaal. Oudenbosch heeft nog steeds een spoorwegstation: station Oudenbosch. Oudenbosch is bereikbaar via de rijksweg A17. In 2015 begonnen de uitvoeringswerkzaamheden van het project Zuidelijke Omlegging Oudenbosch (ZOO) om de verkeersdrukte op de doorgaande weg door Oudenbosch te verminderen. Deze rondweg heeft een lengte van circa 5,8 km en loopt van de N641 (Kralen) tot aan de aansluiting met de N640 (Bosschendijk). In september 2016 is de rondweg opengesteld.

## Onderwijs
In de eerste helft van de negentiende eeuw werd ook de grondslag gelegd voor de uitgroei van Oudenbosch tot onderwijscentrum. In 1830 werd een instituut opgericht voor middelbare en gymnasiale studies. Dit college, later kleinseminarie van het bisdom Breda, bleef tot 1878 in Oudenbosch gevestigd. Van nog meer betekenis voor de verdere ontwikkeling was de stichting van het Pensionaat Sint Anna en het Instituut Saint Louis van de Broeders van Saint-Louis van omstreeks 1840. Deze instellingen, die hun ontstaan dankten aan de activiteit van een zuster- en een broedercongregatie, groeiden uit tot een uitgebreid en veelsoortig scholencomplex voor interne en externe leerlingen.

## Carnaval
Tijdens carnaval wordt Oudenbosch hernoemd tot 'Puitenol'. 

## Sport
- Atletiek: AVO '83
- Basketbal: BC Vossenberg
- Bowls: EHBV
- Darts: DV 't Schuitje
- Handbal: HV De Beuk
- Hockey: MHC Oudenbosch
- Squash: Top Shot
- Tafeltennis: Vice Versa '51
- Tennis: OTC '34 en Top Shot
- Voetbal: VV Victoria '03
- Volleybal: VV De Zebra's
- (Wedstrijd)zwemmen: Daphnia Streekzwemclub
- Handboogschieten: Handboogvereniging Concordia Florebith
- Danssport vereniging: DSV Old Forest
- Petanque vereniging: D.O.B.

## Geboren in Oudenbosch
- Petrus Josephus Cuypers (1763-1844), politicus en bestuurder
- Cornelis Andries Backer (1874-1963), botanicus
- Jac. van Ginneken (1877-1945), taalkundige, hoogleraar, rector magnificus en jezuïet
- Marinus Jan Granpré Molière (1883-1972), architect en stedenbouwer
- Alphons Mulders (1893-1981), theoloog, hoogleraar en priester
- Gaby Dirne (1931-2018), musicus en componist
- George Korsmit (1953), kunstschilder
- Constant Smits van Waesberghe (1968), golfer